# Mounkaïla Idé Barkiré
Mounkaïla Garike Idé Barkiré (ur. 19 stycznia 1972 w Niamey) – nigerski piłkarz występujący na pozycji napastnika, reprezentant Nigru w latach 1992–1998.

## Kariera klubowa
Mounkaïla Idé Barkiré nosił przydomek boiskowy Bappa. W sezonie 1996 z klubem Sahel SC wywalczył mistrzostwo Nigru. W styczniu 1997 roku podpisał kontrakt z Hutnikiem Kraków. 5 marca 1997 zadebiutował w I lidze w meczu przeciwko Wiśle Kraków, zremisowanym 0:0. 19 kwietnia 1997 zdobył pierwszą bramkę w polskiej lidze w spotkaniu z Rakowem Częstochowa (3:1). Po sezonie 1996/97, w którym w 9 występach strzelił 3 gole, spadł z Hutnikiem do II ligi. Jesienią 1997 roku opuścił klub. W sezonie 1999 wywalczył z Africa Sports National mistrzostwo Wybrzeża Kości Słoniowej.

## Kariera reprezentacyjna
16 sierpnia 1992 zadebiutował w reprezentacji Nigru w meczu z Beninem w eliminacjach Pucharu Narodów Afryki 1994 (2:1), w którym zdobył gola. Łącznie w latach 1992–1998 rozegrał w zespole narodowym 13 spotkań, w których strzelił 7 goli. W okresie od sierpnia 1998 roku do marca 2014 roku, kiedy to wyprzedził go Kamilou Daouda, był najskuteczniejszym piłkarzem w historii reprezentacji Nigru.

### Bramki w reprezentacji
| Lp. | Data              | Miejsce                              | Przeciwnik               | Bramka | Rezultat | Ranga meczu                            |
| --- | ----------------- | ------------------------------------ | ------------------------ | ------ | -------- | -------------------------------------- |
| 1.  | 16 sierpnia 1992  | Stade de l’Amitié, Kotonu            | Benin                    | 1:0    | 2:1      | Eliminacje Pucharu Narodów Afryki 1994 |
| 2.  | 25 kwietnia 1993  | Stade Général Seyni Kountché, Niamey | Benin                    | 1:0    | 4:1      | Eliminacje Pucharu Narodów Afryki 1994 |
| 3.  | 29 stycznia 1994  | Stadion 4 Sierpnia, Wagadugu         | Wybrzeże Kości Słoniowej | 1:2    | 3:3      | Mecz towarzyski                        |
| 4.  | 29 stycznia 1994  | Stadion 4 Sierpnia, Wagadugu         | Wybrzeże Kości Słoniowej | 3:3    | 3:5      | Mecz towarzyski                        |
| 5.  | 13 listopada 1994 | Stade Général Seyni Kountché, Niamey | Sierra Leone             | 4:2    | 4:2      | Eliminacje Pucharu Narodów Afryki 1996 |
| 6.  | 3 czerwca 1995    | Stadion Narodowy, Freetown           | Sierra Leone             | 1:0    | 1:5      | Eliminacje Pucharu Narodów Afryki 1996 |
| 7.  | 2 sierpnia 1998   | Stade Général Seyni Kountché, Niamey | Liberia                  | 1:0    | 2:1      | Eliminacje Pucharu Narodów Afryki 2000 |

## Sukcesy
Sahel SC
- mistrzostwo Nigru: 1996

Africa Sports Nacional
- mistrzostwo Wybrzeża Kości Słoniowej: 1999